# 呂克斯巴赫河
50°1′21.43″N 9°3′47.07″E / 50.0226194°N 9.0630750°E

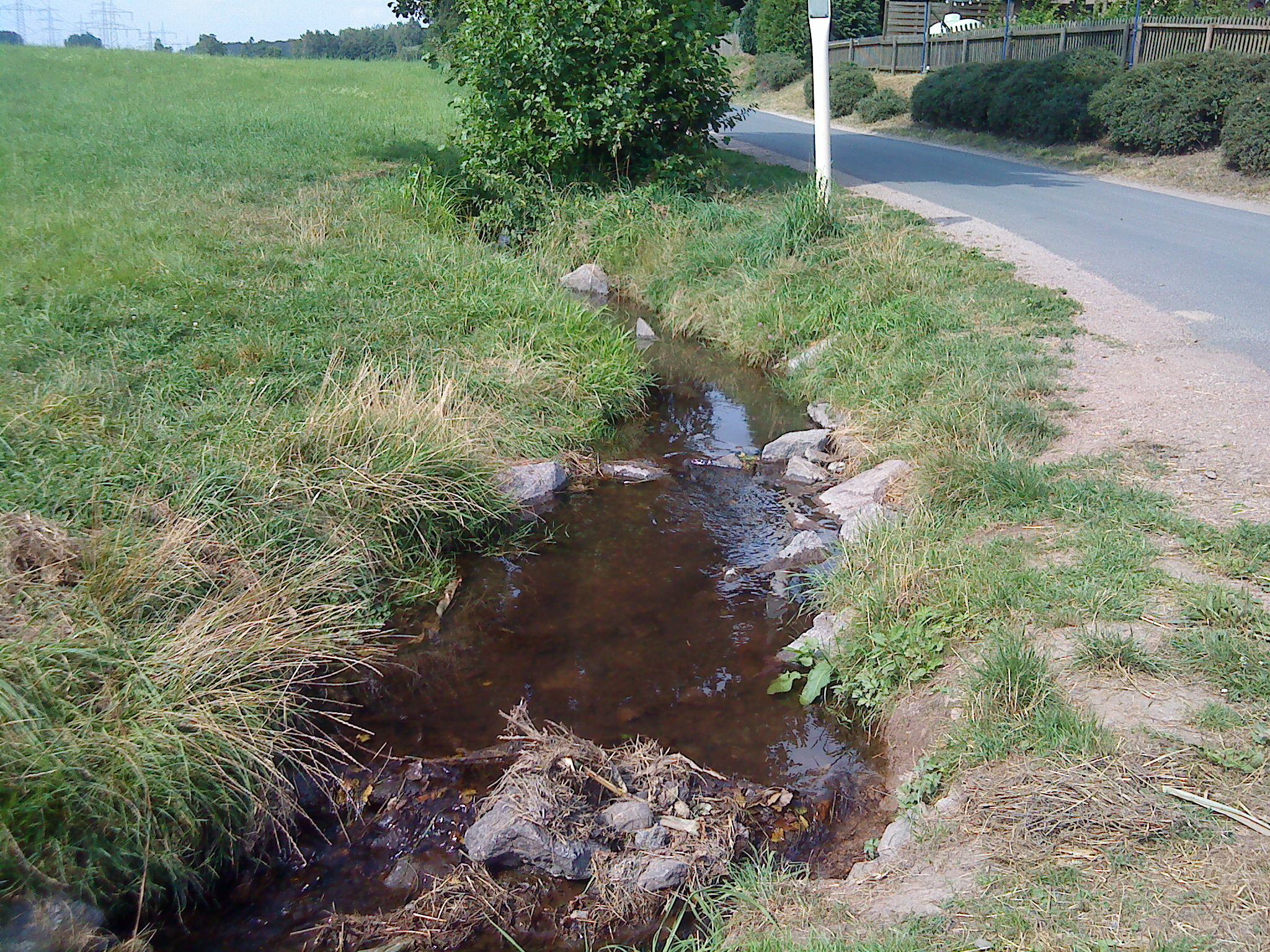

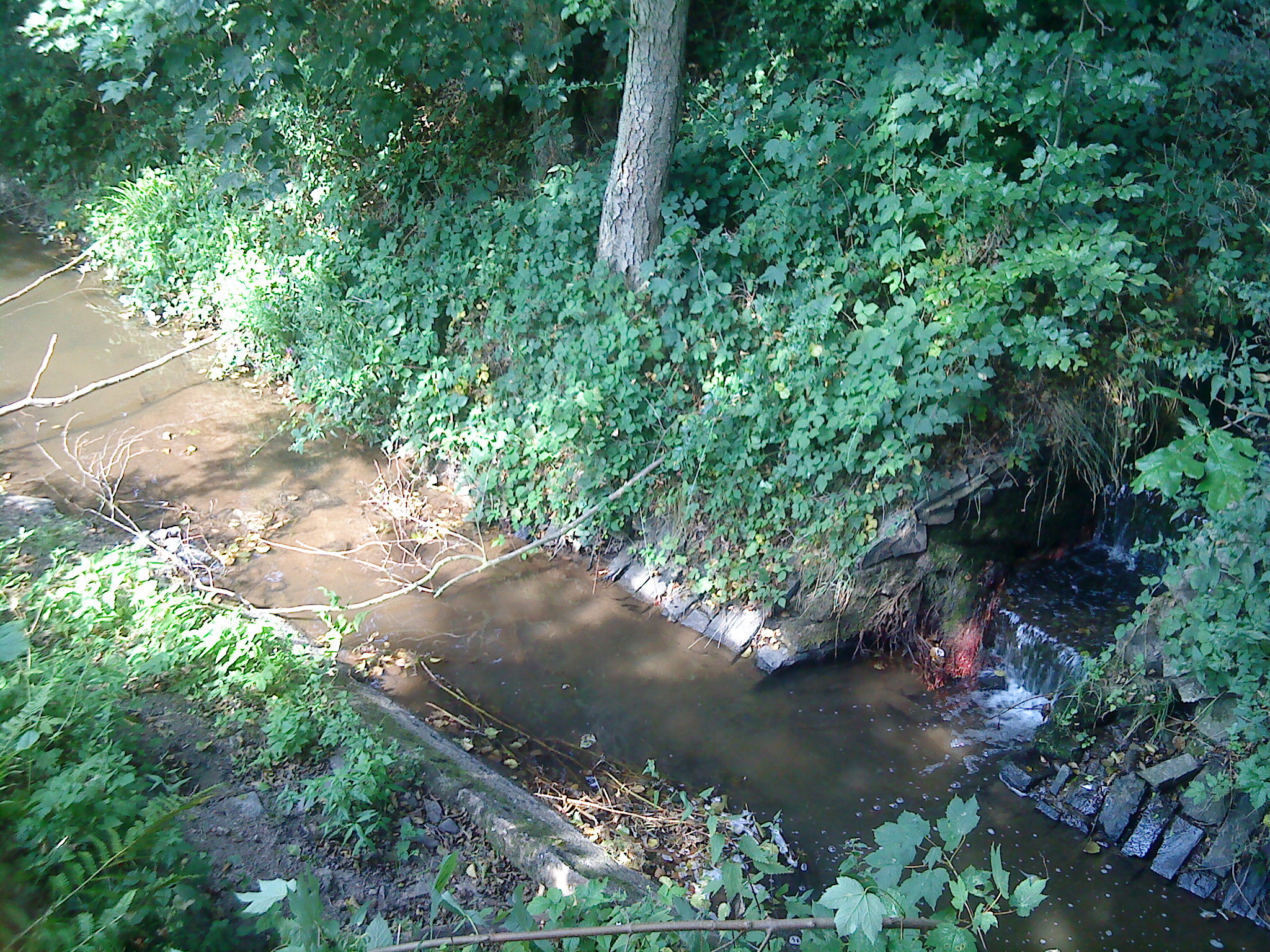

呂克斯巴赫河（德語：Rückersbach），是德國的河流，位於該國東南部，由巴伐利亞負責管轄，屬於哈格拉本河的右支流，河道全長4.1公里，流域面積4.1平方公里。